# Kitagava Tomokacu
Kitagava Tomokacu (北川知克; Hepburn: Kitagawa Tomokatsu; 1951. november 8. – Szuita, 2018. december 26.) japán politikus, a Liberális Demokrata Párt tagja, az Abe-kormányban a Környezetvédelmi Minisztérium szakállamtitkára 2006 és 2007 között.
A Kanszai Egyetem jogi karán végzett 1974-ben. 2005-ben a Posta Privatizációjával Foglalkozó Bizottság elnöke lett a Japán országgyűlés Képviselőházában.